# Kınalıçam, Yusufeli
Kınalıçam là một xã thuộc huyện Yusufeli, tỉnh Artvin, Thổ Nhĩ Kỳ. Dân số thời điểm năm 2010 là 488 người.